# Kostel svatého Martina (Jindřichovice)
Kostel svatého Martina je římskokatolický filiální kostel v Jindřichovicích v okrese Sokolov v Karlovarském kraji. Od roku 1963 je chráněn jako kulturní památka České republiky.
Vedle kostela stojí bývalá myslivna a fara čp. 111, pozdně barokní stavba z konce 18. století s kamenným přízemím a hrázděným patrem, rovněž chráněná jako kulturní památka.

## Historie
Je pravděpodobné, že svatostánek svatého Martina stál v Jindřichovicích již v první polovině 14. století. Vyplývá to z listiny z 1.7.1340. Není však zřejmé, zda se jednalo o kapli nebo kostelík. Skutečný kostel se začal stavět pod patronací Jana Hartvíka Nostice-Rhienecka v roce 1658. K jeho vysvěcení došlo v lednu 1661. Raně barokní podoba kostela je zachycena na vedutě z druhé poloviny 19. století. Byla to jednolodní stavba s dominantní mohutnou věží a dvojitou lucernou. Přes proporční nesoulad autora veduty je patrné, že kostel měl na severní straně u polygonálního presbyteria přístavek, rovněž zakončený menší věží s lucernou. Před jižní boční vchod byla v roce 1740 přizděna předsíň. Roku 1790 se téměř zřítila značná část severní stěny, a bylo nutné přizdít čtvrtý vnější pilíř až ke střeše. Pohromou pro kostel byl blesk, který dne 13. června 1802 kolem jedenácté večer uhodil do kostelní věže. Po zásahu bleskem zůstaly zachovány jen hlavní obvodové zdi, část sakristie pod věží a veškeré klenby. Z kostela zbylo torzo. Věž, staré, zčásti dřevěné konstrukce, mobiliář včetně oltáře i kazatelny zničil oheň. Patron kostela hrabě Bedřich Nostic nechal kostel obnovit na své náklady. Opravy kostela trvaly pět měsíců a v podstatě obnovily původní podobu. Jen plochostropá loď a hranolová věž byly sníženy. Nová střecha byla pokryta dvojitým šindelem a kupole věže byly opláštěné pocínovaným plechem. Slavnostní bohoslužba se konala 11. listopadu na svátek svatého Martina. Další významná oprava kostela byla provedena roku 1895. V 50. letech 20. století byla střecha opatřena novými šindeli, které však musely být v 70. letech 20. století vyměněny.

## Architektura

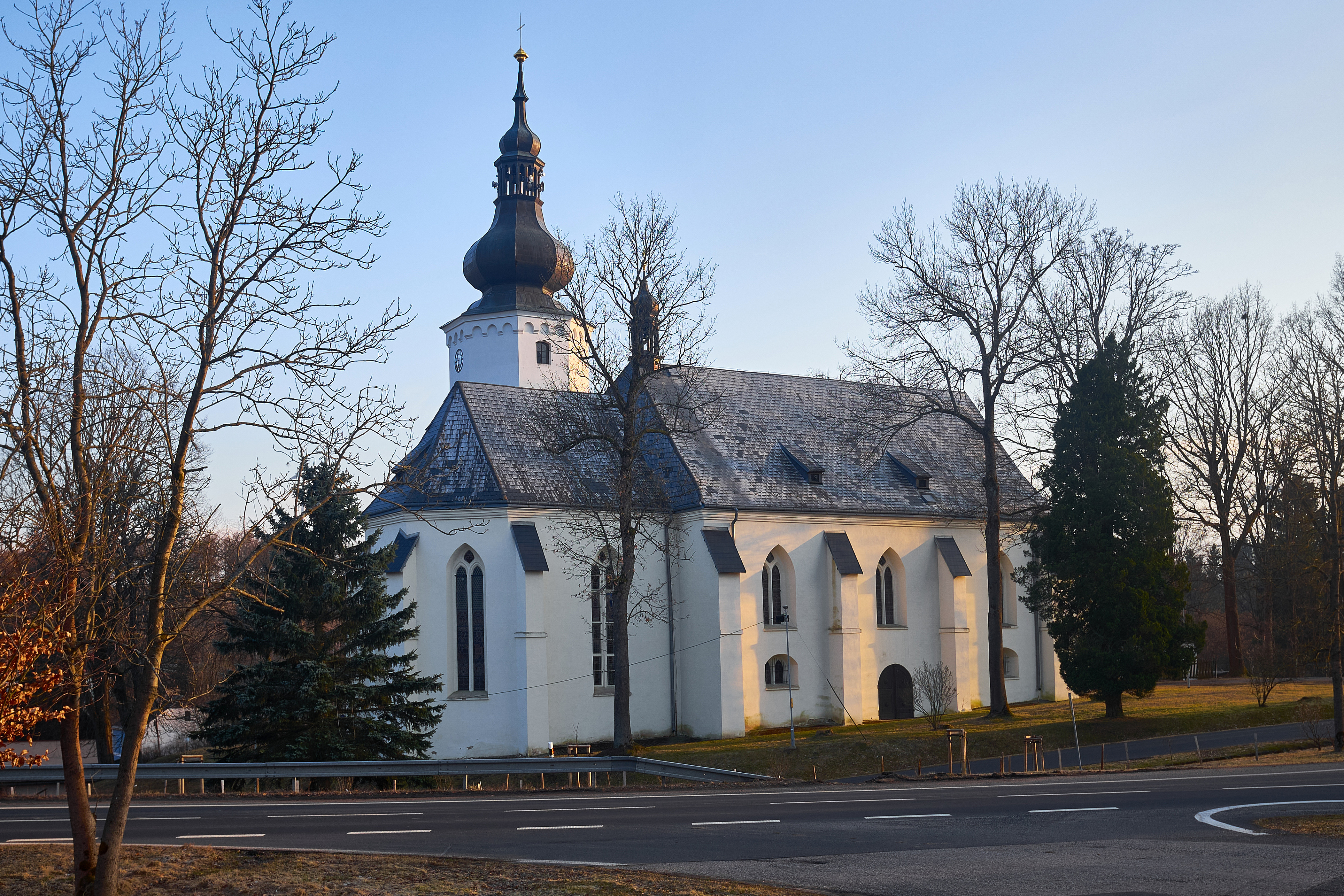
Pohled od severu

Architektonicky je kostel velmi zajímavou stavbou. Prvky gotiky, přežívající celou dobu renesance, se tu kombinují s prvky nastupujícího raného baroka. Kostel tak byl v době svého vzniku, v období rychle se barokizujících Čech, slohovou raritou. Pro loď kostela a kněžiště jsou příznačné gotické architektonické motivy v epoše renesance a baroka. Gotická tradice se uplatnila rovněž v půdorysu, závěru kněžiště, opěrácích nebo v oknech. Čistě renesanční charakter mají například vchody a průchody obloukového typu, většinou opatřené skosenou hranou, dále portál s trojúhelným frontonem kolem obloukového bočního vstupu v jižní straně lodi. V jemně naznačených hřebíncích zde doznívá renesanční česká tradice. Raně barokního typu jsou už některé valené a křížové klenby, například v předsíni před hlavním vchodem, v sakristii a panské oratoři. Zajímavá je zejména klenba nad prostorem točitého schodiště do panské oratoře, která má vedle jemných hřebínků navíc patky ve štuku vyděleny náznakem jakési římsy. Vědomým archaismem je poměrně masivní obloučkový vlys pod římsou věže. Dalšími cennými prvky kostela jsou triumfální oblouk ve tvaru lomeného oblouku, kůr se sloupy na západní straně lodě, malby stropu i kněžiště, vitraile v oknech kněžiště, všechna okna věže i točitých schodišť a další prvky.

## Interiér

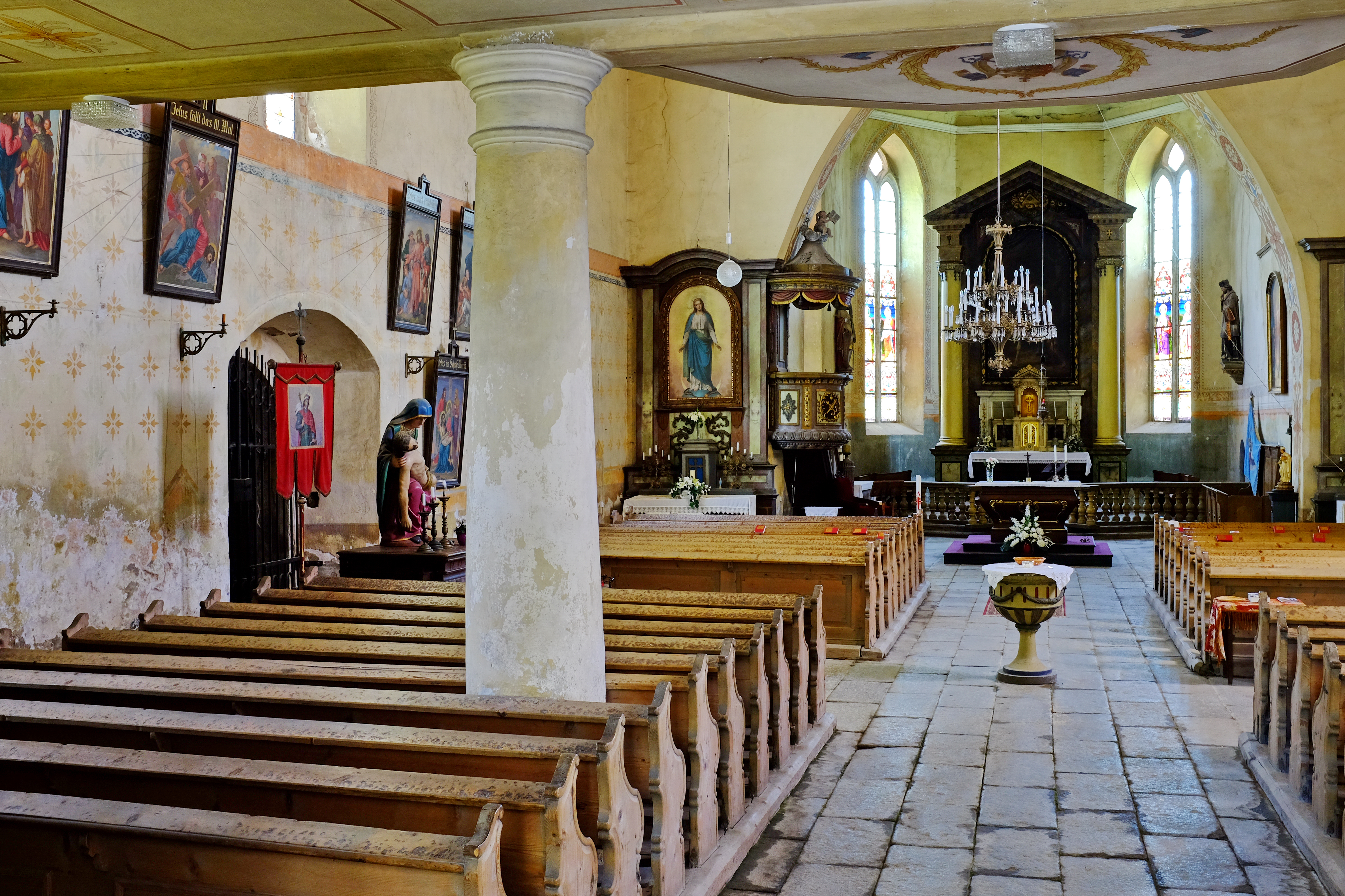
Interiér kostela

Hlavní oltář musel být z havarijních důvodů v polovině devadesátých let 18. století snesen. Na hlavním oltáři byl obraz svatého Martina od sokolovského rodáka a absolventa vídeňské akademie France Glassla (někdy též Anton). Na jeho místě byl roku 1804 postaven oltář nový. Empírový oltář je dílem loketského sochaře Johanna Wildta, štafírování malíře Josefa Sättlera. Oba se podíleli i  na nové kazatelně, jež byla postavena roku 1797. Nynější oltářní obraz pochází z roku 1851 a je dílem pražského, posléze vídeňského malíře Karla Svobody.
Z radikální renovace kostela roku 1895 pocházejí okna vyplněná vitrailemi. Mnohé sochy, například socha svatého Jana Nepomuckého či socha Krista pocházejí z 19. století. Barokní sochy světlonošů u jižního vstupu do lodi byly původně umístěny v jindřichovickém zámku. V interiéru je zajímavý krucifix, který svým výtvarným zpracováním Krista posouvá zdánlivě dílo o několik století nazpět. Autorem je však dle signatury sochař Franz Rölz a krucifix pochází z roku 1857. Nad vchodem do kostela je upevněna barokní řezba Boha Otce, která pochází z hlavního oltáře starého kostela v Kraslicích.
V kostele se nachází Křížová cesta, jejím autorem byl roku 1890 Franz Krombach, významný německý malíř, tvůrce křížových cest. Jeho ikonograficky ustálená a rutinně namalovaná zastavení jsou k vidění v mnoha evropských zemích.

## Náhrobník
Na jižní straně věže kostela je osazen náhrobník Christopha Hutschenreutera, zakladatele slavné dynastie rotavských hamerních mistrů, a jeho manželky Rosiny, rozené Pöschl. Náhrobek byl původně v kostele, do venkovní zdi byl vsazen až roku 1864.